# Fången viking

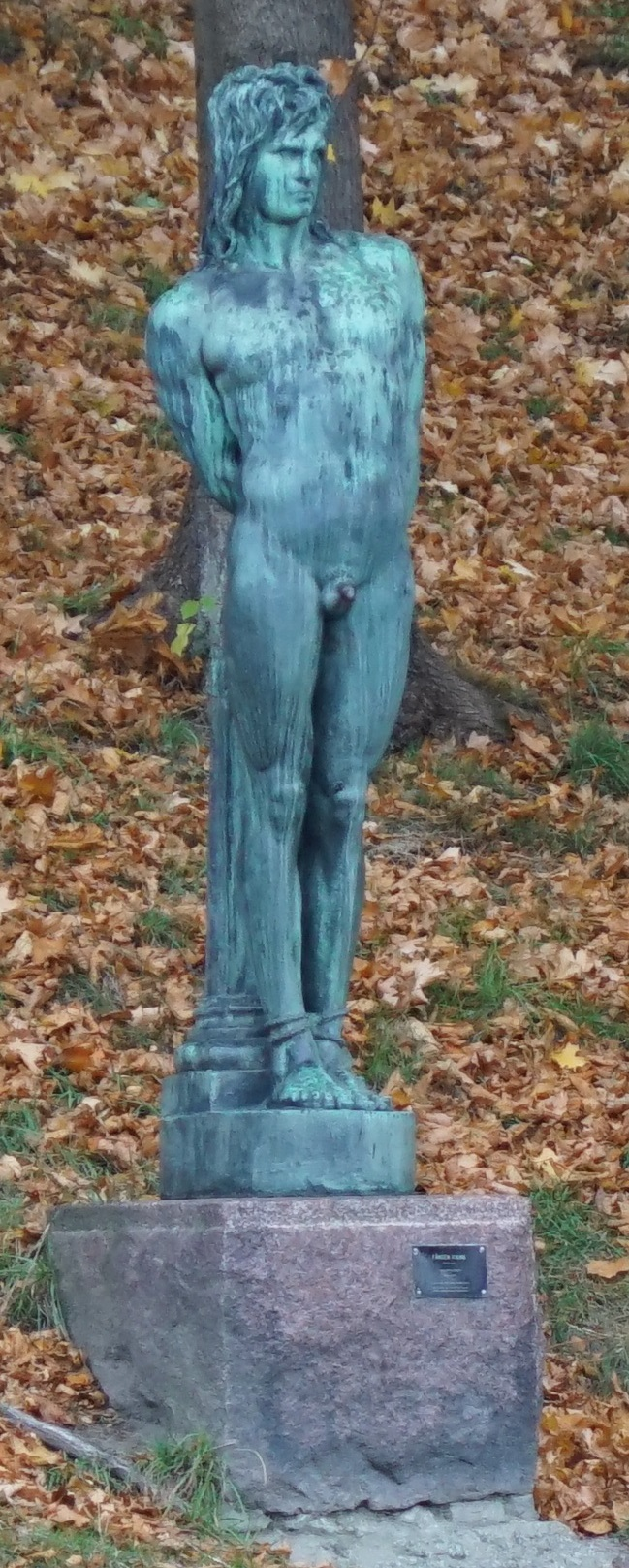
Fången Viking (1878).

Fången Viking (Zweeds voor 'de gevangen Viking') is een sculptuur van een staande man, een Viking, die is vastgebonden aan een afgebroken pilaar, in 1878 gemaakt door John Börjeson. Zijn handen zijn op zijn rug gebonden en ook zijn voeten zijn gebonden en aan de pilaar vastgemaakt. Börjeson maakte de sculptuur in Parijs.
Een bronzen versie werd in 1913 geplaatst aan de Djurgårdsvägen tegenover de Liljevalchs Konsthall op Djurgården in Stockholm (Zweden).
Het Nationalmuseum in Stockholm heeft vijf schetsen van deze sculptuur in haar collectie. (zie bij Externe links)